# Roger Mills (lekkoatleta)
Roger George Mills (ur. 11 lutego 1948 w Romford) – brytyjski lekkoatleta, chodziarz, medalista mistrzostw Europy w 1974.
Zdobył brązowy medal w chodzie na 20 kilometrów na mistrzostwach Europy w 1974 w Rzymie, przegrywając tylko z Wołodymyrem Hołubnyczym ze Związku Radzieckiego i Berndem Kannenbergierm z Republiki Federalnej Niemiec. Na kolejnych mistrzostwach Europy w 1978 w Pradze zajął w tej konkurencji 21. miejsce. Zajął 10. miejsce w chodzie na 20 kilometrów na igrzyskach olimpijskich w 1980 w Moskwie.
Reprezentując Anglię zajął 7. miejsce w chodzie na 30 kilometrów na igrzyskach Wspólnoty Narodów w 1982 w Brisbane. Na pierwszych mistrzostwach świata w 1983 w Helsinkach Mills zajął 37. miejsce w chodzie na 20 kilometrów.
Był mistrzem Wielkiej Brytanii (RWA) w chodzie na 10 mil w 1977, wicemistrzem na tym dystansie w 1974 i brązowym medalistą w 1975 i 1976. W chodzie na 20 kilometrów był mistrzem w 1973, wicemistrzem w 1975 i 1977 oraz brązowym medalistą w 1974, 1978 i 1983. Był również mistrzem w chodzie na 35 kilometrów 1976 i 1979.